# Crownsville
Crownsville és una concentració de població designada pel cens dels Estats Units a l'estat de Maryland. Segons el cens del 2000 tenia 1.670 habitants.

## Demografia
Segons el cens del 2000, Crownsville tenia 1.670 habitants, 485 habitatges, i 392 famílies. La densitat de població era de 116,2 habitants per km².
Dels 485 habitatges en un 31,5% hi vivien nens de menys de 18 anys, en un 70,5% hi vivien parelles casades, en un 7,6% dones solteres, i en un 19% no eren unitats familiars. En el 14,6% dels habitatges hi vivien persones soles el 4,1% de les quals corresponia a persones de 65 anys o més que vivien soles. El nombre mitjà de persones vivint en cada habitatge era de 2,65 i el nombre mitjà de persones que vivien en cada família era de 2,9.
Per edats la població es repartia de la següent manera: un 19,4% tenia menys de 18 anys, un 7,4% entre 18 i 24, un 32% entre 25 i 44, un 32,6% de 45 a 60 i un 8,6% 65 anys o més.
L'edat mediana era de 41 anys. Per cada 100 dones de 18 o més anys hi havia 110,3 homes.
La renda mediana per habitatge era de 91.180 $ i la renda mediana per família de 99.553 $. Els homes tenien una renda mediana de 87.035 $ mentre que les dones 32.344 $. La renda per capita de la població era de 37.509 $. Entorn del 4,3% de les famílies i l'11,2% de la població estaven per davall del llindar de pobresa.

## Poblacions més properes
El següent diagrama mostra les poblacions més properes.